# Franquismo en Cantabria
Franquismo es la denominación que recibe el régimen político de naturaleza dictatorial surgido de la Guerra Civil (1936-1939) e impuesto por el bando vencedor de la misma. El apelativo proviene del nombre del dictador, Francisco Franco Bahamonde, máxima autoridad del régimen. En Cantabria comienza su implantación tras la caída del frente norte, durante el verano de 1937, y se extiende hasta el inicio de la Transición, tras la muerte del Generalísimo en 1975.
La longevidad de la dictadura responde tanto al consenso básico de la alianza de fuerzas conservadoras que constituyeron el bando franquista, disconformes con la situación social y política de la Segunda República española -y en Cantabria reforzado por la experiencia del primer año de guerra bajo dominio republicano-, como por el sistemático y discriminado recurso a la violencia que caracterizó al régimen durante toda su existencia, dirigido a desarticular el movimiento obrero, eliminar los cuadros políticos de izquierdas y someter mediante el miedo a las capas de población que apoyaron el movimiento republicano.
Así, ocupada la región (entonces provincia de Santander), las fuerzas sublevadas llevaron a cabo una durísima represión (se calculan unos 2.500 muertos, 1.300 de ellos ejecutados por consejos de guerra y el resto por descontrolados, además de un ingente número de encarcelados y exiliados), borrando todo rastro de tradición liberal, republicana, socialista y sindicalista a través de la eliminación física de los cuadros humanos y el expolio de todos los bienes muebles e inmuebles de sus organizaciones. 
En el contexto de fortísimo centralismo territorial del régimen, las tímidas reivindicaciones autonomistas de preguerra fueron completamente abortadas, consolidándose el Gobernador civil (histórico y alargado brazo del Gobierno central) como la máxima autoridad política y administrativa.
Entre 1937 y 1975 la historia de Cantabria bajo la dictadura franquista atraviesa, a grandes rasgos, tres grandes fases:
- La larga posguerra, durante los años 40, caracterizada por el retroceso económico, la represión política, el estancamiento demográfico y el marasmo cultural. Es el período de formación, estructuración y asentamiento del Nuevo Estado, con la articulación del poder local y su estabilización.

- La recuperación del crecimiento durante los años 50, con la plena expansión del modelo industrial consolidado en Cantabria antes de la guerra, en el contexto de fuerte intervencionismo económico de la autarquía. Hay continuidad en las instancias de poder pero dentro de una nueva dinámica, predominando la estabilidad con una menor tensión sociopolítica. Es el período del franquismo tranquilo, con el sistema bien asentado y un reparto del poder local invariable; desaparece la cartilla de racionamiento y se da una cierta mejora económica, la guerrilla se convierte en algo residual y la nueva oposición en ciernes no es una amenaza para el régimen.

- El lento pero imparable declive económico de la región a partir de 1960, tras la aplicación del Plan de Estabilización, provocado por la incapacidad competitiva del modelo industrial en el contexto liberalizador de los gobiernos tecnócratas, que marginaron a la provincia en favor de otras en sus planes de desarrollo. Decadencia que desembocará abruptamente en la crisis económica de los 70, obligando en Cantabria a una durísima reconversión.

## Posguerra, represión y autarquía

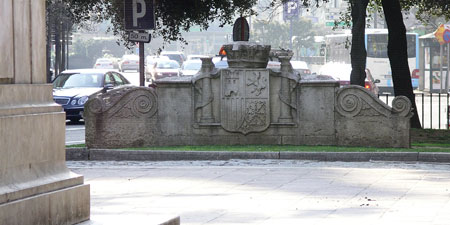
El escudo de la II República Española estaba situado en la Plaza del Ayuntamiento de Santander, justo al lado de la estatua ecuestre de Franco. Fue retirado el mismo 18 de diciembre de 2008.

Ilegalizadas y represaliadas las organizaciones republicanas, los cargos políticos de la provincia fueron monopolizados por falangistas y representantes de la derecha conservadora. La Falange disfrutó de una posición hegemónica recurriendo a la movilización de masas (concentraciones), envuelta en un discurso populista que adoctrinaba a la población a través de sus organizaciones: Sindicales, Juveniles (SEU, Frente de Juventudes), Femenina, Auxilio Social. Sistema de encuadramiento impulsado por las ventajas que aportaba a los adictos (laborales, económicas).
Dominio facilitado por una feroz represión y una evidente falta de libertades públicas. Si bien los periódicos de izquierda fueron cerrados (La Región, El Cantábrico, La Voz de la Montaña), la prensa tolerada fue sometida a una rigurosa censura previa: El Diario Montañés (órgano del Obispado) y el  Alerta (portavoz falangista) fueron instrumentos al servicio de la propaganda franquista (y defensores de los regímenes nazi-fascistas hasta la derrota del Eje en 1945). La represión alcanzaba a todas las esferas de la vida pública y privada (violencia física, marginación económica y social, encarcelamiento, exilio). Durante la posguerra estuvo muy vinculada al fenómeno del Maquis, cuya actividad se recrudeció a mediados de los 40, coincidiendo con la victoria aliada e impulsada por el PCE. Destacaron José Lavín El Cariñoso, Juan Gil el hijo del practicante de Carabeos, la Agrupación Guerrillera de Santander, la Brigada Cristino o Juanín y Bedoya.
La Iglesia católica ejerció de legitimadora de la dictadura, a cambio de un estatus privilegiado en lo social y lo cultural, alcanzándose una virtual fusión entre Iglesia y Estado. Se lanzó a una ingente labor de recatolización social (quizá pretendiendo lavar el pecado original del rechazo cántabro al alzamiento), facilitada por la amplia base religiosa de la provincia (reforzó los lazos entre clases medias e Iglesia) pero impuesta a los demás, a través de procesiones, confesiones, misiones, peregrinaciones y consagraciones (entronización de la Virgen de la Bien Aparecida en 1953) impregnadas de nacionalismo y exaltación al régimen, y de la actividad de organizaciones afines como Acción Católica. Se erigió así en la máxima autoridad sobre moral y costumbres en un modelo paradigmático del nacionalcatolicismo.
Económicamente se experimentó un empobrecimiento de las condiciones de vida, con retrocesos salariales, deficiencias en el abastecimiento y el desmantelamiento de los avances logrados por la clase obrera. El incendio de Santander de 1941 agravó aún más la situación para los sectores más humildes (la reconstrucción del devastado centro histórico de la ciudad fue la excusa para la expulsión a las afueras de la población más pobre, dentro de un lucrativo ejercicio de especulación inmobiliaria). Es la época del hambre, las cartillas de racionamiento (que apenas cubrían la mitad del mínimo vital), el mercado negro y el incompetente intervencionismo de las políticas autárquicas. En Cantabria supuso el estancamiento demográfico y la no recuperación de los índices de crecimiento de la República hasta los años 50.
Culturalmente se reelaboró el discurso sobre la identidad regional, reforzando su vertiente tradicionalista (exaltación menéndez-pelayista) y excluyendo las demás (liberal, laica, socialista, republicana, demócrata). Expurgado el sistema educativo, éste se convirtió en un instrumento de propaganda, exaltación y legitimación del nuevo régimen.

## Apogeo industrial y despertar social
Los años 50, década bisagra en la evolución del régimen entre el extremo autarquismo de posguerra y la relativa liberalización del desarrollismo de los 60, verán en Cantabria atenuarse las pésimas condiciones de vida del anterior decenio (van desapareciendo el racionamiento, las colas y el hambre) y alcanzarse el pleno desarrollo del modelo industrial establecido durante el primer tercio del siglo. También se darán los primeros pasos para la reconstitución del movimiento obrero y una mayor vitalidad social, además de comenzar a colmatarse el páramo cultural del primer franquismo.
Superadas las graves distorsiones de los años 30 y 40 se consolida el carácter adquirido por la industria cántabra, sostenido en el predominio de las ramas química (básica y derivada) y siderometalúrgica (básica y de bienes de equipo), seguidas de lejos por la alimentaria (láctea y conservera), y beneficiado por el proteccionismo de una política autárquica no rectificada hasta 1959. Un tejido industrial hegemonizado por grandes empresas y que experimenta un continuado incremento de la producción (la siderurgia multiplicó por 3 su producción entre 1949 y 1959) y un evidente desarrollo dimensional. A finales de los años 60 un tercio de los trabajadores del sector secundario cántabro estaban empleados en las diez mayores plantas (el 2% de los establecimiento concentraban casi dos tercios de la mano de obra), relegando a las pequeñas y medianas industrias a un papel de supeditación. Una configuración industrial caracterizada por un uso extensivo del factor trabajo en detrimento del capital y el tecnológico. 
Modelo favorecido por la existencia de una clase trabajadora intimidada y desorganizada, con sus derechos cercenados y sin cauces legales de reivindicación, que hasta mediados de los 50 hubo de centrarse exclusivamente en la pura supervivencia. A partir de ahí, tímidamente, surgen los primeros brotes de asociacionismo obrero, a partir de un sindicalismo de nuevo cuño (las tradicionales UGT y CNT apenas mantenían una presencia testimonial) que germinará desde la matriz de la HOAC (Hermandad Obrera de Acción Católica), pero que no eclosionará hasta la década siguiente, cuando se extiendan por la región las Comisiones Obreras.

## Declive y crisis

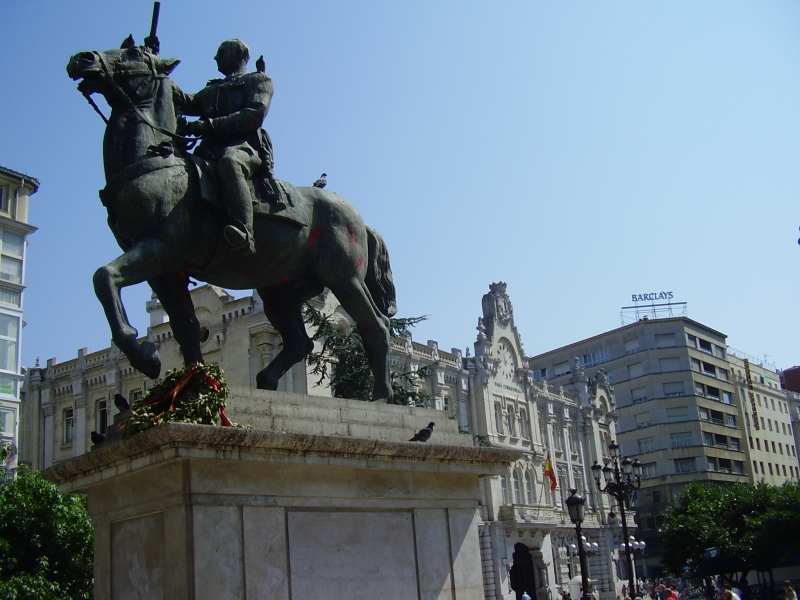
La presencia de la estatua ecuestre del general Franco en la Plaza del Ayuntamiento de Santander fue causa de diversas controversias. El 18 de diciembre de 2008, con motivo de la reforma de la plaza y el aparcamiento subterráneo, se retiró la estatua ecuestre tras 44 años de permanencia.

A partir del Plan de Estabilización de 1959 se abre para la economía cántabra un período complejo y paradójico: el modelo productivo alcanza su máxima dimensión y su más fuerte influjo social, al mismo tiempo que inicia un lento declive, perdiendo posiciones respecto al crecimiento nacional (a comienzos de los años 80 el peso de la industria cántabra había caído a la mitad del que tenía en 1960). Declinar que se tornará crítico a partir de 1973. De hecho, en ese período Cantabria ha pasado del 6º puesto en el ranking de comunidades autónomas al 11º (descenso paralelo al del peso específico de la población regional: del 1,44% en 1955 al 1,32% en 1998).
Causas del declive: el modelo industrial cántabro venía definido por la baja productividad y un carácter escasamente competitivo, con recurso muy pronunciado a la mano de obra. Modelo inevitablemente afectado por el fin del proteccionismo y la paulatina liberalización experimentada por la economía nacional desde los años 60 y que, además, vería agravadas sus contradicciones en el período recesivo posterior a 1973, por la tardía reacción empresarial en la adaptación a las nuevas condiciones del crecimiento industrial: transformación tecnológica e incremento de la productividad. Las carencias en infraestructuras comunicativas no ayudaron a afrontar la situación: el prometido ferrocarril Santander-Mediterráneo fue truncado en 1959 (por la oposición vizcaína), y aunque en 1968 el Consejo de Ministros aprobó su finalización, ésta nunca se consumó. Otras demandas truncadas fueron la carretera Torrelavega-Reinosa, la variante del Escudo, la regulación de varios ríos (especialmente el Besaya, fundamental para la industria torrelaveguense) y la terminación del puerto de Raos.
Además, la visión exclusivamente castellanista que de la provincia promovía el régimen impidió su inclusión en 1968 en el Consejo Económico-Sindical del Norte de España, obstaculizando una mayor imbricación con el crecimiento industrial vasco. Paradójicamente, la crisis económica evidenciará a partir de los años 70 la existencia de una región industrial cantábrica (formada por Asturias, Cantabria y las Provincias Vascongadas), especialmente dañada por la recesión. Ello fomentará a la larga una nueva concepción de la identidad regional, alejada de sus históricos vínculos con Castilla, y que facilitará la implantación de una Comunidad Autónoma uniprovincial.
La joven democracia y la nueva entidad autonómica debieron afrontar una durísima reconversión (casi la mitad del empleo industrial ser vería afectado), que hizo descender el empleo en el secundario, en dos décadas, del 50% al 33%, en tanto que el terciario duplicó su peso relativo (las nuevas clases medias alcanzaron un 43,60% de la población), mientras que las actividades tradicionales (pesca y ganadería) iniciaron un declive prolongado hasta la actualidad. En definitiva, un traumático proceso de desindustrialización y terciarización de la sociedad cántabra.
- Socialmente, los años 60 y  70 son los de la reconstitución del movimiento obrero en Cantabria, a partir de dos focos: HOAC, JOC y VOS, desde posturas próximas a la doctrina social de la Iglesia, conectarán con los sindicatos asturianos y vascos (AST, FST, USO); a su vez el PCE será el gran impulsor de las Comisiones Obreras. Desde los dos ámbitos se estimulará el nuevo movimiento obrero regional, siendo habitual la doble militancia, aunque no dejaran de producirse diferencias entre ambas organizaciones. La respuesta del régimen fue un incremento de la represión a partir de 1968 (se multiplican detenciones y torturas policiales), acentuándose la espiral conflictiva que caracterizó la agónica fase final de la dictadura.
- Políticamente se experimenta un retroceso de la Falange en beneficio de nuevos sectores vinculados a la tecnocracia, mientras que la Iglesia sufre una fuerte división interna a partir del Concilio Vaticano II, entre conservadores y renovadores (polémica por las apariciones marianas de San Sebastián de Garabandal en 1961, críticas a la violencia policial, sindicalismo católico, bases cristianas radicalizadas).
- La segunda mitad del siglo XX significa para Cantabria la disolución de la sociedad tradicional y la extensión de las pautas de comportamiento urbano. Proceso facilitado por un fuerte éxodo que despobló el interior de la región, concentrando la población en la costa y los núcleos urbanos e industriales (bahía de Santander, corredor del Besaya, bahía del Asón, Reinosa, Potes). Se experimenta una lenta apertura cultural por parte del régimen (librerías avanzadas, teatro alternativo, cine-clubs y cine-forums), se funda la Institución Cultural de Cantabria (1967) y se inicia el proceso de formación de la Universidad de Cantabria (Escuela de Ingenieros de Caminos, Canales y Puertos en 1967), lográndose distrito universitario propio en 1972.

## Transición y autonomía
El proceso de  transición política iniciado en España tras la muerte de Francisco Franco en 1975 va a abrir la puerta el establecimiento en Cantabria de una Comunidad Autónoma uniprovincial, emanada de la Constitución de 1978 y aprobaba el 30 de diciembre de 1981. Un estatus, el autonómico, desconocido hasta el momento por la vieja Montaña, y constituido en el marco de referencia insoslayable para la historia del tiempo presente de la región. Su implantación, consolidación y funcionamiento normalizado no van a ser fáciles, abriéndose a partir de 1982 un largo, inestable y conflictivo período político prolongado hasta mediados de los años 90, enmarcado en la durísima coyuntura socioeconómica de la crisis de los años 80 y la rigurosa reconversión industrial que afectó a la joven Autonomía.
Al final del régimen franquista, la provincia que estaba a punto de iniciar tan trascendental singladura política (el establecimiento de un novedoso marco de autogobierno) se encontraba en una difícil situación: crisis económica y desindustrialización, desestructuración social, carencia de un sólido tejido político democrático, cultura y hábitos marcados por cuatro décadas de autoritarismo y la falta de un definido sentimiento de identidad compartida. El resultado será la fuerte inestabilidad de las nuevas instituciones implantadas con la autonomía y, en consecuencia, el desapego de la ciudadanía cántabra respecto a ellas, hasta que la estabilización y la normalización experimentadas desde 1995 posibiliten la cristalización de un sentimiento favorable al autonomismo.
La economía cántabra, en lenta desaceleración desde 1960, entra en barrena a partir de 1973, iniciando un proceso de desindustrialización prolongado hasta los años 90. La descomposición del régimen y su virtual parálisis impidieron afrontar las causas de la crisis hasta el restablecimiento de la democracia. Así, el proceso autonómico, primero, y la Comunidad Autónoma a partir de 1982 tuvieron que bregar con un fuerte proceso de destrucción de tejido industrial y de reducción del sector primario (pesca y ganadería, acelerado desde la incorporación de España a la CEE en 1986), acompañado del consiguiente incremento del desempleo, que abrieron la puerta a la terciarización socioeconómica de la región, redirigidos sus esfuerzos hacia los servicios y la oferta turística.
La implantación y puesta en marcha de la autonomía, además, va a coincidir con un abrupto momento de transformación de la sociedad cántabra, completando en el último tercio del siglo XX el largo proceso de éxodo rural, concentración de la población en la costa y núcleos importantes y expansión de las pautas culturales urbanas. El nuevo marco de autogobierno y la puesta en marcha de los mecanismos políticos democráticos deberán realizarse en medio de una coyuntura de mutación social.
La nueva estructura de partidos, por tanto, hubo de fundamentarse sobre un suelo social inestable, desencantado y escéptico respecto a las nuevas instituciones y a los sujetos políticos. El retroceso de la clase obrera, el crecimiento de sectores profesionales vinculados al terciario, el incremento del trabajador por cuenta propia y la extensión de nuevos rentistas (jubilados anticipados, desempleados con subsidios) derivaron en una base social más conservadora, conformista y políticamente apática. Carencia de dinamismo social que se sumará a la falta de un proyecto sólido articulador de la política regional, no ajena a la persistencia de una deficiente integración territorial de la región que alimentaba la continuidad de hábitos heredados: localismo, caciquismo, clientelismo…
A partir de 1982 la evolución institucional y política de la Comunidad Autónoma atravesará dos fases diferenciadas:
- Hasta 1995 una situación de permanente inestabilidad definida como de crisis institucionalizada, marcada por escisiones, transfugismo, gobiernos aislados, personalización de los enfrentamientos políticos, mociones de censura, escándalos, corrupción y judicialización de la política, que alcanzó su cenit durante los gobiernos de Juan Hormaechea (1987-1995). Durante esta fase la anomia social alimentó la falta de estabilidad político-institucional, pero la carencia de una dirección política sólida impidió la resolución efectiva de los males que aquejaban al tejido socioeconómico cántabro.
- A partir de la segunda mitad de los años 90, tras tocar fondo la recesión y culminado lo más duro de la  reconversión, se abre un período de normalización y estabilización para la dinámica institucional y las relaciones políticas, encarnadas en la estabilidad de los diferentes gobiernos de coalición (PP-PRC a partir de 1995, y PSOE-PRC desde 2003), y en la mejora de la valoración de las instituciones autonómicas por parte de la población.

La recuperación de la democracia –inseparable en Cantabria de la consecución de la Autonomía- hubo de pervivir, sin embargo, con el viejo caciquismo presente desde el siglo XIX, envuelto ahora en el discurso de un indeterminado regionalismo y sustentado en los vínculos entre clase política y promoción inmobiliaria, forjadores de nuevas redes clientelares. Política marcada, además, por las tendencias conservadoras reforzadas tras el largo y traumático proceso de desindustrialización.